# Tây Nguyên
Tây Nguyên (vietn. für „Westliche Hochebene“, von chin. 西原; im Deutschen als Zentrales Hochland bekannt, engl. Central Highlands) ist ein Gebiet in Vietnam. Es grenzt an Kambodscha und Laos. Zu ihm gehören die Provinzen Đắk Lắk, Đắk Nông, Gia Lai, Kon Tum und Lâm Đồng. 
Ein großer Teil der Bevölkerung von Tây Nguyên besteht aus ethnischen Minderheiten, wie zum Beispiel Montagnards, Mường, Thái und Hoa (Chinesen). Während des Vietnamkriegs bemühte sich CIA und US-Streitkräfte daher, das Gebiet vor allem durch die Rekrutierung indigener Völker in die Civilian Irregular Defense Group (CIDG) unter südvietnamesischem Einfluss zu halten.
Die Rolle als Zentrum teilen sich heute die Städte Buôn Ma Thuột als die größte und Đà Lạt als touristische Attraktion (auch und gerade für vietnamesische Touristen).
Das Hochland spielt vor allem als Anbaugebiet für Kaffee eine wichtige Rolle für den vietnamesischen Außenhandel. Außerdem gedeihen im Hochland weitere sonst in Südostasien eher selten anzutreffende Früchte und Gemüse, wie Erdbeeren, Wein, praktisch alle Kohlsorten und selbst ausgefallene Gemüse, wie Artischocken und Spargel.